# NGC 529
NGC 529 ist eine elliptische Galaxie vom Hubble-Typ E-S0 im Sternbild Andromeda am Nordsternhimmel, welche etwa 218 Millionen Lichtjahre von der Milchstraße entfernt ist.
NGC 529 bildet zusammen mit den Galaxien NGC 531, NGC 536 und NGC 542 die Hickson Compact Group 10, abgekürzt HCG 10.
Das Objekt wurde am 17. November 1827 von dem britischen Astronomen John Herschel entdeckt.